# 後藤由之
後藤 由之（ごとう よしゆき、1953年5月16日 - ）は日本中央競馬会 (JRA) 美浦トレーニングセンターに所属していた調教師。宮城県出身。東京農工大学農学部林産学科卒業。

## 略歴
1978年に美浦・八木沢勝美厩舎の調教助手となる。1983年に高橋祥泰厩舎へ移った。1995年に調教師免許を取得し、翌1996年に厩舎を開業。初出走は同年3月3日中山競馬第8競走のカチウマキャシーで6着。初勝利は同年3月24日中山競馬第2競走のマツグローリアスで、のべ6頭目であった。
1999年の関屋記念をリワードニンファで制して重賞初勝利。GI競走は、2002年のマイルチャンピオンシップをトウカイポイントで制して初勝利。 
2011年7月20日付で調教師を勇退。58歳での勇退について「調教師という仕事が理想像とは違ってきた」とされている。

## 調教師成績
| 通算成績 | 1着 | 2着 | 3着 | 騎乗回数 | 勝率 | 連対率 |
| -------- | --- | --- | --- | -------- | ---- | ------ |
| 平地     | 259 | 253 | 233 | 2980     | .087 | .172   |
| 障害     | 8   | 6   | 12  | 107      | .075 | .131   |
| 計       | 267 | 259 | 245 | 3087     | .086 | .170   |

|            | 日付           | 競馬場・開催  | 競走名               | 馬名               | 頭数 | 人気 | 着順 |
| ---------- | -------------- | ------------- | -------------------- | ------------------ | ---- | ---- | ---- |
| 初出走     | 1996年3月3日   | 1回中山4日8R  | '96セレブレイションC | カチウマキャシー   | 12頭 | 5    | 6着  |
| 初勝利     | 1996年3月24日  | 2回中山2日2R  | 4歳未勝利            | マツグローリアス   | 16頭 | 1    | 1着  |
| 重賞初出走 | 1997年3月8日   | 2回中山5日11R | マーチS              | ミホロイヤル       | 15頭 | 13   | 6着  |
| 重賞初出走 | 1997年3月8日   | 2回中山5日11R | マーチS              | エレガントダンサー | 15頭 | 15   | 7着  |
| 重賞初勝利 | 1999年8月8日   | 2回新潟8日11R | 関屋記念             | リワードニンファ   | 18頭 | 4    | 1着  |
| GI初出走   | 1998年6月7日   | 3回東京6日9R  | 東京優駿             | エスパシオ         | 18頭 | 12   | 16着 |
| GI初勝利   | 2002年11月17日 | 5回京都6日11R | マイルCS             | トウカイポイント   | 18頭 | 11   | 1着  |

### 代表管理馬
- トウカイポイント（2002年マイルチャンピオンシップ、中山記念）
- リワードニンファ（1999年関屋記念）
- クラフトマンシップ（2000年函館記念）
- ホットシークレット（2000年、2002年ステイヤーズステークス、2001年目黒記念）
- クラフトワーク（2004年函館記念、2005年中山金杯、アメリカジョッキークラブカップ）
- ユキチャン（2008年関東オークス）

## おもな厩舎所属者
※太字は門下生。括弧内は厩舎所属期間と所属中の職分。
- 蓑島靖典（2001年-2005年 騎手）